# Jędrzychowice (Strzelin)
Pour les articles homonymes, voir Jędrzychowice.
Jędrzychowice est une localité polonaise de la gmina de Wiązów, située dans le powiat de Strzelin en voïvodie de Basse-Silésie.